# حب يجعلك تبكي
حب يجعلك تبكي أو في يوم ما، عندما نتذكر هذا الحب سوف نبكي بالتأكيد (باليابانية: いつかこの恋を思い出してきっと泣いてしまう) مسلسل دراما رومانسي ياباني، من بطولة كاسومي أيرومورا وكينغو كورا، عرض في 18 كانون الثاني 2016 على تلفزيون فوجي.

## القصة
قصة الدراما تدور حول الحب والصداقة بين ستة اصدقاء شباب انتقلوا من الريف إلى المدينة لكل واحد منهم احلامه وطموحاته من بينهم هي سوغيهارا اوتو التي توفيت والدتها وهي صغيرة وقام بتربيتها أحد معارف أمها في هوكايدو وبالرغم من انها قد استسلمت للامر الواقع وتخلت عن احلامها للمستقبل إلا انها تبقى متفائلة وتواجه الحياة بنظرة ايجابية حتى يقرر والدها بالتبني أن يزوجها من رجل ثري لحل مشاكلهم المالية حينها تلتقي بـ سودا رين...

## الممثلون
- كاسومي أيرومورا بدور سوغيهارا اوتو.
- كينغو كورا بدور سودا رين.
- تاكاهيرو نيشيجيما

## روابط خارجية
- حب يجعلك تبكي على موقع IMDb (الإنجليزية)
- حب يجعلك تبكي على موقع كينوبويسك (الروسية)
- حب يجعلك تبكي على موقع قاعدة بيانات الفيلم (الإنجليزية)